# Stazione di Ospedaletto Euganeo
La stazione di Ospedaletto Euganeo è una stazione ferroviaria a servizio del comune di Ospedaletto Euganeo sulla linea Mantova–Monselice.

## Storia
Originariamente semplice fermata, venne trasformata in stazione nel 1916.

## Strutture e impianti
Il fabbricato viaggiatori si compone su due livelli, di cui nessun piano fruibile da parte dei viaggiatori. La sala d'attesa risulta chiusa. Il piazzale vedeva originariamente presenti 2 binari. A Febbraio 2001 il binario di precedenza è stato soppresso lasciando in opera il solo binario di corsa. Da questa data la stazione non è più utilizzabile per incroci ma contribuisce solamente al distanziamento dei treni, essendo ancora sede di Posto di Blocco e, come tale, protetta da doppio segnalamento di protezione e partenza.
La gestione dell'impianto è affidata a Rete Ferroviaria Italiana.

## Movimento
Il servizio passeggeri è svolto da Trenitalia.